# Dämone der Tiefe
Dämone der Tiefe ist ein stummer deutscher Abenteuerfilm von Harry Piel aus dem Jahr 1912.

## Produktionsnotizen
Dämone der Tiefe ist als Nachfolger von Harry Piels Erstlingswerk Schwarzes Blut auch als Schwarzes Blut. II bekannt. Er entstand im März 1912, im Vitascope-Atelier in der Großen Frankfurter Straße Nr. 105 in Berlin. Der Produktionsleiter war Julius Kaftanski. Produzent, Autor und Hauptdarsteller war Harry Piel.
Die Polizeizensur Berlin verhängte am 20. April 1912 unter den Nrn. 17401, 17402, 17403, 17404 ein Jugendverbot. Die Uraufführung fand am 8. Juni 1912 in Deutschland statt. Als er im Dezember 1912 in Österreich anlief, ließ auch die k.u.k. Polizei darin Schnitte vornehmen.
Der 900 Meter lange Film war koloriert und lief bei 16 Bildern per Sekunde etwa 50 Minuten. Er wurde erwähnt im Kinematograph No. 280 und No. 288, 1912 und bei VUP, 3. August 1912. Er ist verzeichnet bei Lamprecht, Deutsche Stummfilme Bd. 12 No. 174 und Birett, Verzeichnis in Deutschland gelaufener Filme, (München) No. 040, 1912.